# Джакомини, Массимо
Массимо Джакомини (итал. Massimo Giacomini; род. 14 августа 1939, Удине) — итальянский футболист, играл на позиции полузащитника. По завершении игровой карьеры — футбольный тренер.

## Игровая карьера
Родился 14 августа 1939 года в городе Удине. Воспитанник футбольной школы клуба «Удинезе». Взрослую футбольную карьеру начал в 1957 году в основной команде того же клуба, в которой провёл четыре сезона, приняв участие в 97 матчах чемпионата. Большую часть времени, проведённого в составе «Удинезе», был основным игроком команды.
Своей игрой за эту команду привлёк внимание представителей тренерского штаба клуба «Дженоа», к составу которого присоединился в 1961 году. Дебютировал за новую команду 3 сентября 1961 года в домашнем матче против «Вероны» (2:1). С «россоблу» он одерживает победу в Серии В сезона 1961/62, а также франко-итальянский Кубок Дружбы 1963. За генуэзский клуб сыграл два сезона своей игровой карьеры. Играя в составе «Дженоа», также выходил на поле в основном составе команды.
В 1963 году перебрался в «Лацио», а на следующий год возвратился в стан «россоблу».
В 1965 году присоединяется к «Брешиа», а через год переходит в «Милан». С миланской командой завоёвывает Скудетто 1967/68, но в том сезоне на поле появляется только один раз.
В течение 1968—1970 годов защищал цвета клуба «Триестина».
Завершил профессиональную игровую карьеру в родном «Удинезе», куда вернулся в 1970 году и защищал её цвета до прекращения выступлений на профессиональном уровне в 1973 году.

## Карьера тренера
Начал тренерскую карьеру в 1973 году, возглавив тренерский штаб клуба «Удинезе» в Серии С.
В сезоне 1974/75 перебирается в Серию D в «Тревизо», одерживая победу в чемпионате и добиваясь выхода в Серию С. В следующем сезоне становится у руля «Салернитаны», но покидает клуб после 10 туров.
Позже Джакомини добивается значительных результатов, занимая должность главного тренера «Удинезе» и выводя команду из Серии С в Серию А за два сезона. Кроме того, в этом отрезке он добивается победы в англо-итальянском кубке и Кубке Италии Серии С. После этого Джакомини был приглашён в «Милан», и в сезоне 1980/81 выводит «россонери» из Серии В в Серию А.
Позже тренировал «Торино», «Наполи», «Триестину», «Перуджу», «Кальяри» (несколько дней), «Венецию», «Брешию».
В сезоне 1987/88 получает предложение от президента «Удинезе» Поццо и в третий раз возглавляет команду, но освобождает должность тренера уже после 5 дней.
После нескольких лет бездействия, в январе 1996 года возвращается на тренерскую скамью, перебираясь в клуб «Про Гориция» из Серии D и спасая команду от вылета. В следующем сезоне освобождает должность в начале чемпионата за негативные результаты и вылета из Кубка Италии. Вскоре принимает решение завершить тренерскую карьеру.

## Другая деятельность
Комментировал матчи Чемпионата мира по футболу 1986 года для Telemontecarlo, а также некоторые матчи «Удинезе» на Udinese Channel.
28 августа 2007 года занял руководящую должность в молодёжной школе FIGC после отставки Луиджи Аньолина, занимая этот пост до 2010 года, когда его заменил Джанни Ривера.

## Титулы и достижения

### Как игрок
- Чемпион Италии (1):

«Милан»: 1967/68
- Обладатель Кубка кубков УЕФА (1):

«Милан»: 1967/68